# آرش نوذری
آرش نوذری (زادهٔ ۱۵ آبان ۱۳۴۹ در کرمان) بازیگر اهل ایران است. وی فارغ‌التحصیل رشته نمایش از دانشکدهٔ هنر و معماری دانشگاه آزاد تهران در سال ۱۳۷۵ می‌باشد.

## فیلم شناسی
سینمایی
- اژدر(۱۳۹۸)
- مشت آخر (۱۳۹۷)
- سوءتفاهم (۱۳۹۶)
- عشقولانس (۱۳۹۵)
- دوازده صندلی (۱۳۹۰)
- آخرین سرقت (۱۳۸۹)
- کلانتری غیرانتفاعی (۱۳۸۷)
- قارچ سمی (۱۳۸۰)
- کمکم کن (۱۳۷۷)
- نجات‌یافتگان (۱۳۷۴)
- آنتیک (۱۴۰۳)

### مجموعه تلویزیونی
- ۱۳۷۳ جنگ ۳۹ (داریوش کاردان)
- ۱۳۷۴ سفر به چزابه (رسول ملاقلی‌پور)
- ۱۳۷۴ صید در پی صیاد (صادق هاتفی)
- ۱۳۷۶ پسران عاقل (فریدون حسن‌پور)
- ۱۳۷۶ گلهای کاغذی (محمد نجف اوشانی)
- ۱۳۷۷ عید آن سال‌ها (سعید ابراهیمی فر)
- ۱۳۷۸ گنج (فریدون حسن‌پور)
- ۱۳۷۹ کلبه سپید (رحمان سیفی آزاد)
- ۱۳۷۹ وکیل محله (اسماعیل میهن دوست)
- ۱۳۸۰ ماجراهای سرابی (اسماعیل میهن دوست)
- ۱۳۸۰ چراغ جادو (همایون اسعدیان،مسعود کرامتی)
- ۱۳۸۰ صندلی خاکستری (سید حامد عقیلی)
- ۱۳۸۱ باران عشق (فریدون حسن‌پور)
- ۱۳۸۲ رانت‌خوار کوچک (حسین سهیلی زاده)
- ۱۳۸۴ ارث بابام (سید جواد رضویان)
- ۱۳۸۴ حس سوم (مهدی فخیم زاده)
- ۱۳۸۴ راه شب (داریوش فرهنگ)
- ۱۳۸۵ صیام و تیام (مسعود فرخنده)
- ۱۳۸۶ قرارگاه مسکونی (سید جواد رضویان)
- ۱۳۸۶ بی صدا فریاد کن (مهدی فخیم زاده)
- ۱۳۸۹ ساختمان ۸۵ (مهدی فخیم زاده)
- ۱۳۹۰ خانه اجاره ای (شاهد احمدلو)
- ۱۳۹۰ پایتخت ۱ (سیروس مقدم)
- ۱۳۹۲ شوخی کردم (مهران مدیری)
- ۱۳۹۳ فوق سری (مهدی فخیم زاده)
- ۱۳۹۴ در حاشیه (مهران مدیری)[۲]
- ۱۳۹۵ قرعه (برزو نیک‌نژاد )
- ۱۳۹۸حکایت‌های کمال (قدرت‌الله صلح میرزایی )
- ۱۳۹۸ میانبر (یزدان فتوحی)
- ۱۳۹۸ زندگی شگفت‌انگیزاست (مجتبی چراغعلی)
- ۱۳۹۹ بچه مهندس ۳(علی غفاری)
- ۱۳۹۹ کلبه عمو پورنگ (احمد درویشعلی پور)
- ۱۴۰۰ جوکر (احسان علیخانی )
- ۱۴۰۰پلاک ۱۳ (آرش معیریان )
- ۱۴۰۱خداداد (علی غفاری)
- ۱۴۰۱جورچین (یزدان فتوحی)
- ۱۴۰۳–۱۴۰۲ بوقچی (حسن حبیب‌زاده)

### شبکه نمایش خانگی
- عالیجناب (رئالیتی شو) (علیرضا کریم زاده - ۱۴۰۳)

- اسپینجر (علیرضا کریم زاده - ۱۴۰۰)

- قهوه تلخ (مهران مدیری - ۱۳۸۸_۱۳۹۱)